# Базарова, Вера Евгеньевна
Ве́ра Евге́ньевна База́рова (род. 28 января 1993, Екатеринбург) — российская фигуристка, выступавшая в парном катании. В паре с Юрием Ларионовым она — серебряный призёр чемпионата мира среди юниоров 2007 года, чемпионка России 2012 года, бронзовый призёр чемпионата Европы 2011 года и 2014 года, серебряный призёр Чемпионата Европы 2012 года. Сезон 2008—2009 пара пропускала из-за дисквалификации партнёра, уличённого в применении допинга.
С весны 2014 года по осень 2016 года выступала в паре с Андреем Депутатом. По состоянию на январь 2017 года пара занимает 22-е место в рейтинге Международного союза конькобежцев (ИСУ).

## Карьера
Вера Базарова начала кататься на коньках в возрасте 3-х лет в родном Екатеринбурге. Больших успехов в качестве одиночницы не достигла, и, когда ей было 12 лет, тренер Людмила Калинина пригласила её в свою группу. Базарова переехала в Пермь вместе с матерью, но теперь живёт в Москве самостоятельно.

### В паре с Ю. Ларионовым
Пара Вера Базарова и Юрий Ларионов выиграли серебряную медаль на своём первом чемпионате мира среди юниоров (2007 год) и в первом же сезоне в котором выступали на международном уровне. Кроме того, в том же сезоне они стали вторыми на этапе юниорского Гран-при на Тайване и отобрались в финал юниорского Гран-при, где стали седьмыми.
Сезон 2007—2008 пара начала с победы на этапе юниорского Гран-при в Великобритании и серебра в Германии. Затем они хорошо зарекомендовали себя, став третьими на своём первом «взрослом» этапе Гран-при «Skate America». В финале юниорского Гран-при они завоевали золотую медаль. На «взрослом» чемпионате России стали шестыми. Считались одними из главных претендентов на золото предстоящего чемпионата мира среди юниоров. Однако в январе 2008 года выяснилось, что в пробах, взятых у Юрия в ноябре 2007 года (за три недели до финала Гран-при) был обнаружен запрещённый препарат фуросемид. Исполком Федерации Фигурного катания России 18 февраля 2008 года после проведённого расследования исключил Ларионова из состава юниорской сборной команды за безответственное отношение к приёму лекарственных препаратов и отстранил его от участия во всероссийских и международных соревнованиях до конца спортивного сезона 2007—2008 годов. 6 апреля 2008 года дисциплинарная комиссия ИСУ дисквалифицировала Ларионова сроком на два года. Победа в финале юниорского Гран-при была отменена, фигуристам пришлось вернуть медали и призовые.
Вера не захотела менять партнёра, хотя такие предложения ей поступали, и полностью пропустила сезон 2008—2009. Весной 2009 года, ИСУ принял решение сократить срок дисквалификации на полгода и разрешить паре участвовать в соревнованиях начиная с 18 июля 2009 года.
Получив возможность участвовать в соревнованиях, пара прошла отбор на чемпионат России заняв первые места на этапах Кубка России в Самаре и Перми, а также выступила на этапе Гран-при «Rostelecom Cup» где стала четвёртой. На чемпионате страны, в декабре 2009 года, Базарова и Ларионов заняли третье место и вошли в сборную страны на чемпионат Европы, где были пятыми. По результатам выступлений были включены в сборную страны на Олимпийские игры в Ванкувере. На своей дебютной Олимпиаде заняли 11-е место и закончили сезон на 8-м месте чемпионата мира.
В следующем сезоне пара значительно улучшила свои результаты. Они отобрались в финал Гран-при (выиграв серебряные медали этапов в Японии и Франции), где стали 5-ми, повторили прошлогодний результат на национальном первенстве, завоевали бронзу чемпионата Европы и стали 5-ми на чемпионате мира.
Летом 2011 года пара, вместе с наставником Людмилой Калининой, перебралась из Перми в Саранск, где были предложены лучшие условия для работы и жизни. В 2012 году фигуристы добились своего наивысшего успеха, став серебряными призёрами Чемпионата Европы по фигурному катанию в Шеффилде. В феврале 2013 года расстались с тренером Людмилой Калининой и перешли в группу Нины Мозер. Балерина Большого театра Людмила Власова, изначально работавшая хореографом с этой парой, ради них тоже перешла в команду Мозер. Власова вспоминала, как работала с фигуристами над программой «Спартак»: «Вера была Фригией (возлюбленной Спартака) и затем Эгиной. Когда она перевоплощалась в куртизанку Эгину, у нее загорались глаза. Верочка ведь привыкла к лирическим образам, а тут что-то новое. Юра был очень мужественный и убедительный в роли Спартака. Они прозвучали с этой программой. Каждый день я давала Вере и Юре балетный класс: они занимались так же часто, как танцоры».
На Чемпионате Европы по фигурному катанию 2014 в Будапеште были третьими, а на сочинской Олимпиаде — шестыми.
После окончания чемпионата мира 2014 года в Японии, где спортсмены оказались только седьмыми, тренер Нина Мозер объявила о распаде пары. По признанию Базаровой, решение партнёра, объявленное ей сразу после завершения произвольной программы, было для неё неожиданным и шокирующим, по всей видимости, оно связано с разочарованием результатами и отсутствием прогресса. В интервью для печати Вера упомянула о том, что с Ларионовым её связывали не только фигурное катание, но и тёплые, близкие отношения, большая дружба и любовь. Всё это, по словам Базаровой, осталось в прошлом прежде, чем распался дуэт.

### В паре с А. Депутатом
9 апреля 2014 года стало известно, что фигуристка будет выступать в паре с Андреем Депутатом, ранее катавшимся с Василисой Даванковой. Тренироваться новая пара будет у Олега Васильева.
С осени они начали выступать на соревнованиях, сначала в Италии, затем в кубке Ниццы. Серьёзным стартом был китайский этап Гран-при: пара осталась за чертой призёров, но при этом улучшила свои прежние спортивные достижения. Были они также четвёртыми и на японском этапе Гран-при. На российском чемпионате в конце 2014 года пара оказалась также на 4-м месте.
В начале февраля пара выступала на зимней Универсиаде в Испании. В короткой программе всё сложилось хорошо и спортсмены превысили свои прежние спортивные достижения и шли в числе призёров. Однако в произвольной программе они сорвали поддержку и выпали за пределы призовой тройки. В конце февраля фигуристы на Кубке России оказались только на третьем месте.
Старт нового сезона осенью 2015 года оказался скомканым из-за болезни Веры, пара снялась со стартов в Саранске. В конце октября пара выступала на этапе серии Гран-при Skate Canada; где они были на пятом месте. Намного удачнее спортсмены выступили на заключительном этапе Гран-при в Нагано, где оказались на четвёртом месте. При этом улучшили все свои прежние спортивные достижения. На национальном чемпионате выступление пары было не самым успешным, фигуристы финишировали в середине таблицы. Через два месяца на финале Кубка России фигуристы его выиграли. Они были заявлены запасными на мировой чемпионат в США. В середине марта спортсмены приняли тренировочное участие в Кубке Тироля в Инсбруке, который они выиграли. При этом они значительно превзошли все свои прежние спортивные достижения.
В конце октября в последний момент пара снялась с этапа Гран-при в Канаде. В ноябре 2016 года президент Федерации фигурного катания на коньках России Александр Горшков заявил о распаде пары, а 17 ноября тренер Олег Васильев — о завершении Верой спортивной карьеры.

## Образование
В 2009 году Вера Базарова поступила в Пермский государственный педагогический университет.

## Программы

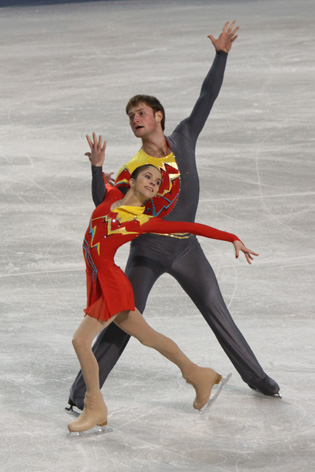
Вера Базарова и Юрий Ларионов на Чемпионате Европы 2010. Произвольная программа.

| Сезон     | Короткая программа                                  | Произвольная программа                                                                   | Показательные выступления                                                        |
| --------- | --------------------------------------------------- | ---------------------------------------------------------------------------------------- | -------------------------------------------------------------------------------- |
| 2014—2015 | «My way» Frank Sinatra                              | «Adios Nonino» Astor Piazzolla                                                           | «Adagio» Lara Fabian                                                             |
| 2013—2014 | Titine Стэнли Блэк Paris by Night Боб Синклер       | «Половецкие пляски» Александр Бородин                                                    | «Тоска» Джакомо Пуччини                                                          |
| 2012—2013 | «Грёзы любви» Ференц Лист                           | «Спартак» Арам Хачатурян                                                                 | Саундтрек к фильму «Троя» «Remember me» Джош Гробан и Таня Царовская             |
| 2011—2012 | Тоска Джакомо Пуччини аранжировка Максима Родригеса | Саундтрек к фильму «Доктор Живаго» Морис Жарр                                            | Саундтрек к фильму «Троя» «Remember me» Джош Гробан и Таня Царовская             |
| 2010—2011 | Adagio Secret Garden                                | Саундтрек к фильму «Человек в железной маске» Ник Гленни-Смит                            | Саундтрек к фильму «Троя» «Remember me» Джош Гробан и Таня Царовская             |
| 2009—2010 | «Грусть» Игорь Каменский                            | Саундтрек к фильму «Семь лет в Тибете» Джон Уильямс и «Сказка странствий» Альфред Шнитке | «Смуглянка» Саундтрек к фильму «Троя» «Remember me» Джош Гробан и Таня Царовская |
| 2007—2008 | Саундтрек к фильму «Бой с тенью» Алексей Шелыгин    | Саундтрек к фильму «Эрагон» Патрик Дойл                                                  |                                                                                  |
| 2006—2007 | Саундтрек к фильму «История любви» Франсис Ле       | Саундтрек к фильму «Амели» Ян Тирсен                                                     |                                                                                  |

## Спортивные достижения

### С А. Депутатом
| Соревнования                 | 2014—2015 | 2015—2016 | 2016—2017 |
| ---------------------------- | --------- | --------- | --------- |
| Этапы Гран-при: Cup of China | 4         |           |           |
| Этапы Гран-при: NHK Trophy   | 4         | 4         |           |
| Этапы Гран-при: Skate Canada |           | 5         | WD        |
| Зимние Универсиады           | 4         |           |           |
| Кубок Ломбардии              | 3         |           |           |
| Международный кубок Ниццы    | 2         |           |           |
| Кубок Тироля                 |           | 1         |           |
| Чемпионат России             | 5         | 6         |           |
| Кубок России                 | 3         | 1         |           |

### С Ю. Ларионовым
| Соревнования                              | 2006—2007 | 2007—2008 | 2009—2010 | 2010—2011 | 2011—2012 | 2012—2013 | 2013—2014 |
| ----------------------------------------- | --------- | --------- | --------- | --------- | --------- | --------- | --------- |
| Зимние Олимпийские игры                   |           |           | 11        |           |           |           | 6         |
| Чемпионаты мира                           |           |           | 8         | 5         | 6         | 7         | 7         |
| Чемпионаты Европы                         |           |           | 5         | 3         | 2         |           | 3         |
| Чемпионаты мира среди юниоров             | 2         |           |           |           |           |           |           |
| Чемпионаты России                         | 7         | 6         | 3         | 3         | 1         | WD        | 2         |
| Чемпионаты России среди юниоров           | 2J.       |           |           |           |           |           |           |
| Финалы Гран-При                           |           |           |           | 5         |           | 2         |           |
| Этапы Гран-при: Rostelecom Cup            |           |           | 4         |           |           | 2         | 2         |
| Этапы Гран-при: Trophée Eric Bompard      |           |           |           | 2         | 2         |           | 4         |
| Этапы Гран-при: NHK Trophy                |           |           |           | 2         |           | 1         |           |
| Этапы Гран-при: Skate America             |           | 3         |           |           | 5         |           |           |
| Nebelhorn Trophy                          |           |           |           | 1         | 2         | WD        |           |
| Финалы Юниорского Гран-при                | 7         | Диск.     |           |           |           |           |           |
| Этапы юниорского Гран-при, Великобритания |           | 1         |           |           |           |           |           |
| Этапы юниорского Гран-при, Германия       |           | 2         |           |           |           |           |           |
| Этапы юниорского Гран-при, Тайвань        | 2         |           |           |           |           |           |           |
| Этапы юниорского Гран-при, Норвегия       | 4         |           |           |           |           |           |           |

- Диск.= результат отменён
- WD — снялись с соревнований